# Zielonoświątkowy Ewangeliczny Kościół Słowenii
Zielonoświątkowy Ewangeliczny Kościół Słowenii (słoweń. Evangelijska binkoštna Cerkev) – protestancki kościół zielonoświątkowy działający w Słowenii od 1933 roku. W marcu 2004 roku został w pełni uznany przez władze tego kraju. 
Zielonoświątkowy Ewangeliczny Kościół Słowenii wchodzi w skład Światowej Wspólnoty Zborów Bożych i liczy prawie 1000 wiernych w 20 kościołach i punktach misyjnych.
Wspólnota zielonoświątkowa w Słowenii ma swoje korzenie w Stanach Zjednoczonych. To z tego kraju w latach trzydziestych przybył pierwszy słoweński misjonarz Ernest Mihok.